# Alisza Mihajlovna Klejbanova
Alisza Mihajlovna Klejbanova (oroszul: Алиса Михайловна Клейбанова; Moszkva, 1989. július 15. –) párosban háromszoros junior Grand Slam-tornagyőztes orosz hivatásos teniszezőnő.
2003-ban kezdte profi pályafutását, eddigi karrierje során két egyéni és öt páros WTA-tornát nyert meg, emellett egyéniben 14, párosban 12 ITF-tornagyőzelmet szerzett. Első egyéni WTA-tornagyőzelmét 2010-ben aratta Kuala Lumpurban. Legjobb egyéni világranglista-helyezése a huszadik volt, ezt 2011 februárjában érte el, párosban a 10. helyre került 2010. február 1-én.
A Grand Slam-tornákon egyéniben a legjobb eredménye a 4. kör, amelybe 2008-ban Wimbledonban és a 2009-es Australian Openen került. Párosban a 2009-es US Openen elődöntőt játszott.
2011 nyarán Hodgkin-limfómát diagnosztizáltak a szervezetében. 2012 márciusában bejelentette, hogy betegségéből felgyógyult valamint, hogy ugyanebben a hónapban már újra versenyezni fog.

## Junior Grand Slam döntői

### Páros

#### Győzelmek (3)
| Év   | Bajnokság | Borítás | Partner                     | Ellenfél                                  | Eredmény      |
| ---- | --------- | ------- | --------------------------- | ----------------------------------------- | ------------- |
| 2003 | Wimbledon | Fű      | Szánija Mirza               | Kateřina Böhmová Michaëlla Krajicek       | 2–6, 6–3, 6–2 |
| 2005 | US Open   | Kemény  | Nikola Fraňková             | Alexa Glatch Vania King                   | 7–5, 7–6(3)   |
| 2006 | Wimbledon | Fű      | Anasztaszija Pavljucsenkova | Hrisztina Antonyijcsuk Alexandra Dulgheru | 6–1, 6–2      |

## Eredményei Grand Slam-tornákon

### Egyéniben
| Grand Slam | Australian Open | Australian Open | Roland Garros | Roland Garros   | Wimbledon | Wimbledon       | US Open  | US Open         |
| Év         | Eredmény        | Utolsó ellenfél | Eredmény      | Utolsó ellenfél | Eredmény  | Utolsó ellenfél | Eredmény | Utolsó ellenfél |
| 2008       | 2. kör          | A. Csakvetadze  | 2. kör        | N. Petrova      | 4. kör    | V. Williams     | 2. kör   | L. Davenport    |
| 2009       | 4. kör          | Jelena Dokić    | 1. kör        | P. Hercog       | 2. kör    | R. Kulikova     | 1. kör   | P. Kvitová      |
| 2010       | 3. kör          | Justine Henin   | 3. kör        | J. Svedova      | 3. kör    | V. Williams     | 2. kör   | Sara Errani     |
| 2011       | 2. kör          | Simona Halep    | –             | –               | –         | –               | –        | –               |

## WTA-döntői

### Egyéni

#### Győzelmei (2)
| Összesítés           |                        |
| Grand Slam-torna (0) |                        |
| Tier I (0)           | Premier Mandatory* (0) |
| Tier II (0)          | Premier Five* (0)      |
| Tier III (0)         | Premier* (0)           |
| Tier IV (0)          | International* (2)     |
| Tier V (0)           | Challenger* (0)        |

* 2009-től megváltozott a tornák rendszere. Challenger tornákat 2012-től rendeznek.
 Az egymás mellett azonos színnel jelölt tornatípusok között nincs teljes mértékű megfelelés.
|   | Dátum                | Torna                        | Borítás | Ellenfél a döntőben | Eredmény a döntőben |
| 1 | 2010. február 28.    | Malaysian Open, Kuala Lumpur | Kemény  | Jelena Gyementyjeva | 6–3, 6–2            |
| 2 | 2010. szeptember 26. | Hansol Korea Open, Szöul     | Kemény  | Klára Zakopalová    | 6–1, 6–3            |

#### Elveszített döntői (1)
|   | Dátum             | Torna                                           | Borítás | Ellenfél a döntőben | Eredmény a döntőben |
| 1 | 2010. november 7. | Commonwealth Bank Tournament of Champions, Bali | Kemény  | Ana Ivanović        | 2–6, 6–7(5)         |

### Páros

#### Győzelmei (5)
| Összesítés           |                        |
| Grand Slam-torna (0) |                        |
| Tier I (0)           | Premier Mandatory* (0) |
| Tier II (0)          | Premier Five* (1)      |
| Tier III (0)         | Premier* (0)           |
| Tier IV (0)          | International* (4)     |
| Tier V (0)           | Challenger* (0)        |

* 2009-től megváltozott a tornák rendszere. Challenger tornákat 2012-től rendeznek.
 Az egymás mellett azonos színnel jelölt tornatípusok között nincs teljes mértékű megfelelés.
|    | Dátum            | Torna                                            | Borítás | Partner              | Ellenfelek a döntőben                 | Eredmény a döntőben |
| 1. | 2009. május 2.   | Grand Prix de SAR La Princesse Lalla Meryem, Fez | Salak   | Jekatyerina Makarova | Sorana Cîrstea Marija Kirilenko       | 6–3, 2–6, [10–8]    |
| 2. | 2009. július 12. | Budapest Grand Prix, Budapest                    | Salak   | Monica Niculescu     | Aljona Bondarenko Katerina Bondarenko | 6–4, 7–6(5)         |
| 3. | 2009. október 3. | Toray Pan Pacific Open, Tokió                    | Kemény  | Francesca Schiavone  | Daniela Hantuchová Szugijama Ai       | 6–4, 6–2            |
| 4. | 2011. január 9.  | Brisbane International, Brisbane                 | Kemény  | A. Pavljucsenkova    | Klaudia Jans Alicja Rosolska          | 6–3, 7–5            |
| 5. | 2011. május 1.   | Estoril Open, Estoril                            | Salak   | G. Voszkobojeva      | Eléni Danjilídu Michaëlla Krajicek    | 6–4, 6–2            |

#### Elveszített döntői (1)
|    | Dátum          | Torna                                            | Borítás | Partner              | Ellenfelek a döntőben            | Eredmény a döntőben |
| 1. | 2008. május 4. | Grand Prix de SAR La Princesse Lalla Meryem, Fez | Salak   | Jekatyerina Makarova | Sorana Cîrstea A. Pavljucsenkova | 2–6, 2–6            |

## Év végi világranglista-helyezései
| Év     | 2003 | 2004 | 2005 | 2006 | 2007 | 2008 | 2009 | 2010 | 2011 | 2012 | 2013 | 2014 | 2015 | 2016 | 2017 |
| Egyéni | 623. | 364. | 244. | 262. | 150. | 33.  | 29.  | 25.  | 69.  | 549. | 185. | 140. | –    | 661. | 359. |
| Páros  | –    | 365. | 580. | 168. | 116. | 83.  | 14.  | 42.  | 75.  | –    | 389. | 88.  | –    | –    | 652. |